# Svinhufvudsläkten
Svinhufvudsläkten (finlandssvenskt uttal: [ˈsviːnhʉːvʉd]) är egentligen flera med varandra besläktade släktgrenar utgående från en medeltida frälsesläkt i Dalarna som förde ett svinhuvud i sitt vapen och i vissa fall använt tillnamnet Svinhuvud (med olika stavningsvarianter).
Johan Peringskiöld kopplade utan annan grund än vapenlikhet samman Svinhuvudsläkten med den i Småland och Östergötland hemmahörande, och sannolikt från Nordtyskland invandrade, frälseätten Svinakula. Dessa uppgifter har senare upprepats av bland andra Carl Gustaf Kröningssvärd, och så sent som på 1960-talet av Bertil Boëthius. Men Hans Gillingstam visade 1966 i en artikel i Personhistorisk tidskrift på deras orimlighet. Han kunde utifrån de medeltida källorna påvisa att Henrik Svinakula inte kan ha haft två bröder Jöns och Nils, som Kröningssvärd m.fl. infogat i sina konstruerade genealogier över Svinhufvudsläkten för att oriktigt kunna koppla ihop de båda ätterna.

## Historia
Ättens ursprung kan föras tillbaka på ett pergamentsbrev från 1386 då en Jöns Swinshwoth (d v s Svinshuvud) köpte de två gårdarna Höjen och Stenbjörnsarvet (nu Stämnarvet) i Torsångs socken (nu Stora Kopparbergs socken). Texten är delvis ändrad, möjligen i samband med att brevet visades upp på hösttinget i Sundborn 1673 av bland andra bergsmannen Olof Nilsson på Höjen. Undersökningar av dokumentet tyder dock på att där redan från början stått Svinhuvud.
Bergmästaren vid Kopparberget, Hans Jönsson (omtalad 1430–1440), förde liksom hans bror Dan Jönsson, kyrkoherde i Hedemora församling 1405–1427, ett svinhuvud i sitt vapen.
Hans Jönsson, som var gift med Ingeborg Larsdotter, dotter till underlagmannen i Västmanland Lars Korske och dennes hustru Cecilia Birgersdotter, var far till Jöns Hansson, bergmästare vid Kopparberget 1450 och skall enligt en senare uppgift från Rasmus Ludvigsson bott på Höjen. En annan son var Jeppe Hansson, nämnd 1452–1481, som skrev sig till Risholn (då i Svärdsjö, senare Sundborns socken). Från hans son Hans Jeppesson i Risholn (nämnd 1485–1513, död före 1540) och dennes dotter Margareta Hansdotter leder adliga ätten Svinhufvud i Westergötland sina anor. Hans Jeppessons son, dalafogden Ingel Hansson, bosatte sig på Gylle i Stora Tuna socken och blev 1534 avrättad för sin delaktighet i klockupproret. Dennes son Nils Ingelsson (död tidigast 1600) var borgmästare i Västerås 1575–1595 och från honom härstammar genom en sonsons son den på riddarhuset introducerade ätten Ikornsköld (utdöd på svärdssidan 1644). 
Hans Jönssons dotter Cecilia, nämnd 1450, var gift med Magnus Henriksson Svart. Deras son bergsfogden vid Kopparberget Nils Månsson, blev i sin tur far till Måns Nilsson (Svinhufvud). Från dennes dotterson Per Hansson stammar adliga ätten Svinhufvud af Qvalstad. Per Hanssons bror häradshövdingen Albrekt Hansson (död 1631) i Aspeboda har efterlämnat en stor mängd ättlingar i Dalarna och angränsande landskap.
Gudlög Hansdotter, nämnd 1452, dotter till bergmästaren Hans Jönsson ovan, blev genom sitt giftermål med Jeppe Henriksson (Simla) i Karlborn, Svärdsjö socken, anmoder till adliga och grevliga ätterna Ekeblad (Stolaätten).
Bergmästaren Hans Jönsson var far till bergmästaren Jöns Hansson (omtalad 1450–1452) som i sin tur var far till prästerna Daniel och Timme Jönsson, som då de inskrevs vid Rostocks universitet 1465 och 1466 var de första som med säkerhet använde ättenamnet Svinhufvud som efternamn, bortsett från stamfadern Jöns . Deras systerson Västeråsbiskopen Otto Svinhufvud tog även han upp namnet då han 1480 skrevs in vid Rostocks universitet och använde senare ett vapen med svinhuvud och sexuddig stjärna i fyrstyckad sköld.